# Gianni Rizzo
Pour les articles homonymes, voir Rizzo.
Gianni Rizzo, né le 5 avril 1925 à Brindisi et mort le 4 février 1992 à Rome, est un acteur italien.

## Biographie
Entre 1944 et 1986, Gianni Rizzo est apparu dans plus de soixante films au cinéma et à la télévision. Il a joué souvent des rôles de second plan dans des péplums, comme La Vengeance d'Ursus (1961), ainsi que dans des films d'espionnage et western spaghetti. Il a joué le méchant dans Mission Stardust de Perry Rhodan (1967).

## Filmographie partielle

### Cinéma
- 1948 : Arènes en folie (Fifa e arena) de Mario Mattoli
- 1949 : La città dolente de Mario Bonnard
- 1949 : Totò le Moko de Carlo Ludovico Bragaglia
- 1951 : Trois Pas au Nord (Three Steps North) de W. Lee Wilder
- 1952 : Les loups chassent la nuit (La ragazza di Trieste) de Bernard Borderie
- 1957 : La Belle et le Corsaire (Il corsaro della Mezza Luna) de G. M. Scotese
- 1959 : La Vengeance du Sarrasin  (La scimitarra del saraceno) de Piero Pierotti
- 1960 : Le Secret du chevalier d'Éon de Jacqueline Audry
- 1961 : La Vengeance d'Ursus (La vendetta di Ursus) de Luigi Capuano
- 1963 : Sémiramis, déesse de l'Orient (Io Semiramide) de Primo Zeglio
- 1963 : Zorro et les Trois Mousquetaires (Zorro e i tre moschettieri) de Luigi Capuano
- 1964 : Spartacus et les Dix Gladiateurs (Invincibili dieci gladiatori) de Nick Nostro
- 1964 : Ursus l'invincible (Gli invincibili tre)  de Gianfranco Parolini
- 1966 : Jerry Land, chasseur d'espions (Anónima de asesinos) de Juan de Orduña
- 1967 : Quatre, trois, deux, un, objectif Lune (Mission Stardust) de Primo Zeglio
- 1967 : Le Dernier Face à face ou Il était une fois en Arizona (Faccia a faccia) de Sergio Sollima
- 1967 : Les Chiens verts du désert (Attentato ai tre grandi) d'Umberto Lenzi
- 1967 : Coup de gong à Hong Kong (Lotosblüten für Miß Quon) de Jürgen Roland
- 1968 : Saludos hombre  (Corri uomo corri) de Sergio Sollima
- 1969 : Sartana  (Se incontri Sartana prega per la tua morte) de Gianfranco Parolini (crédité Frank Kramer)
- 1969 : Sabata de  Gianfranco Parolini
- 1969 : Judith et Holopherne de Fernando Cerchio
- 1973 : Histoires scélérates  (Storie scellerate) de Sergio Citti
- 1974 : L'An un (Anno uno) de Roberto Rossellini
- 1975 : Le Dur, le Mou et le Pigeon  (Antonio e Placido - Attenti ragazzi... chi rompe paga!) de Giorgio Ferroni.
- 1986 : Le Nom de la rose de Jean-Jacques Annaud.

### Télévision
- 1974 : Il commissario De Vincenzi , épisode Il candelabro a sette fiamme
- 1983 : Le Souffle de la guerre  de Dan Curtis